# Kaj (namn)
| Datum       | Period    |
| ----------- | --------- |
| 13 augusti  | 2000–     |
| 7 juli      | 1993–1999 |
| 15 december | 1986–1992 |

Kaj, Kai eller Kay är ett fornnordiskt, senare danskt mans- och kvinnonamn som i modern tid använts i Sverige sedan 1800-talets mitt. Namnet är kognat med kvinnonamnet Kaja och har periodiskt varit kopplat till namnen Kajsa och Katja som smeknamn för Karin och Katarina. Det finns även en samisk variant av Kaja eller Kajsa i form av Kaija. Kaj kan även utgöra smeknamn för det ovanliga namnet Kajetan.
I Sverige har namnet namnsdag 13 augusti sedan 2000. Tidigare 7 juli under perioden 1993 till 1999 och 15 december under perioden 1986 till 1992. I den finlandssvenska namnsdagslängden har Kaj namnsdag 16 februari sedan 1973. Före det hade Kaj namnsdag 28 januari 1950–1972.

## Etymologi
Namnet, liksom den kvinnliga varianten Kaja, kan härstamma från ett fornnordiskt eller danskt ord som betyder käck. Namnet kan även komma från det frisiska namnet Kaye, ett smeknamn för Gerhard (i förledet Geir, "spjut"), Nikolaj (Nikolaj) eller Kornelius, även funnen i tyskan som Keie (synonymt med Kaj). Frisiska kaye kan även vara relaterat till fornnordiska: kaða som betyder höna. En annan idé är att det torde varit smeknamn för frisiska namnet Kaimbe, som betyder krigare.
Namnet har historiskt även varit smeknamn för det latinska namnet Caius, vilket fått keltiska, sedermera kymriska kortformer som Cai (Kai) och Cei (Kei).

## Sverige
Formen Kai är belagt i Sverige sedan år 1000, medan formerna Kaj och Kay är belagda sedan 1860.
Namnet är vanligast bland 40-talister och används i Sverige både som mansnamn och kvinnonamn. 31 december 2009 fanns det totalt 8 790 män och 303 kvinnor i Sverige med namnet Kaj/Kai/Kay, varav 5 558 män och 144 kvinnor bär det som tilltalsnamn. År 2003 fick 47 pojkar namnet, varav 5 fick det som tilltalsnamn.

## Personer med namnet Kaj, Kai eller Kay
- Kaj Björk, svensk diplomat.
- Kay Bojesen, dansk silversmed och formgivare
- Kaj Bundvad, dansk socialdemokratisk politiker
- Kai Curry-Lindahl, svensk zoolog
- Kaj Fölster, svensk-tysk författare och socionom
- Kay Glans, svensk poet, skribent och tidskriftsredaktör
- Kai Gullmar, pseudonym för Gurli Maria Bergström, svensk kompositör
- Kai Hahto, finländsk musiker
- Kai Hansen, tysk gitarrist och sångare
- Kaj Ikast, dansk politiker
- Kaj Kindvall, svensk radioman
- Kai Laitinen, finländsk professor
- Kai Lindberg, dansk socialdemokratisk politiker
- Kaj Munk, dansk präst och motståndsman
- Kay Pollak, svensk författare och regissör
- Kai Siegbahn, svensk fysiker och nobelpristagare
- Kai Söderhjelm, svensk författare
- Kay Wiestål, svensk entreprenör och fotbollsspelare

## Fiktiva personer
- Sir Kay – en av Riddarna av Runda bordet, i modern tid bland annat känd från Disneyfilmen Svärdet i stenen
- Kaj –  en pojke i Snödrottningen
- Kai Hiwatari - en av huvudkaraktärerna i mangan och anime-serien Beyblade, av Aoki Takao.